# Vanguardia Popular Revolucionaria
La Vanguardia Popular Revolucionaria (portugués: Vanguarda Popular Revolucionária, VPR) fue una organización guerrillera brasileña marxista-leninista que luchó contra la dictadura militar establecida en 1964 con el objetivo de instaurar una eventual república socialista en el país. Se formó en 1966 a partir de una fracción disidente de la organización Política Obrera (Política Operária, POLOP) con algunos militares remanentes del denominado Movimiento Nacionalista Revolucionario (Brasil) (Movimento Nacionalista Revolucionário, MNR).
Según la visión de Élio Gaspari, la organización utilizaba tácticas de guerrilla urbana, teniendo como objetivo el eventual derrocamiento de la dictadura militar brasileña y la instalación de un gobierno socialista.

## Historia
Su fusión con el Comando de Liberación Nacional (Comando de Libertação Nacional, Colina o COLINA), surgió la organización Vanguardia Armada Revolucionaria Palmares (en homenaje a Quilombo dos Palmares). La VPR se recompuso posteriormente, dejando de lado a VAR-Palmares y en 1970 pasó a organizar un campo de entrenamiento de guerrilleros en el valle de Ribera (Ribeira). La segunda área utilizada con este propósito (la primera había sido abandonada debido a que no era adecuada) acabó siendo descubierta por las fuerzas del DOI-Codi/RJ, siguiendo una operación de cacería que movilizó a cerca de 5.000 militares. El grupo tuvo algunos problemas internos al divergir de la línea política del VPR, como lo  indicado en varios documentos internos, habiendo visto desviaciones ideológicas del VPR y la deformación que causa en muchos de su personal. También el grupo tuvo problemas con el estancamiento de la lucha armada, y el llamado "Sectarismo" que se había desarrollado dentro del grupo.

### Disolución
Desde su fusión con el Comando de Liberación Nacional, dio lugar a la Vanguardia Armada Revolucionaria Palmares (en honor de Quilombo de los Palmares). VPR más tarde se recuperó, dejando VAR-Palmares. En 1970 comenzó a organizar un campo de entrenamiento de guerrilla en Vale do Ribeira, Estado de São Paulo. La segunda área utilizada para este propósito (la primera fue abandonada debido a la insuficiencia) terminó siendo descubierta por Departamento de Operações de Informações-Centro de Operações de Defesa Interna, seguida de una cacería que movilizó alrededor de cinco mil soldados. También por estos golpes el grupo comenzaba a tener problemas en cuanto a la falta de poder de fuego, desmotivación de los militantes, e incluso deserciones. En este contexto el grupo comienza una desmovilización parcial en un comunicado sacado el 7 de agosto de 1971, donde básicamente suspendían de manera temporal acciones armadas, reuniones y movilización de militantes, establecimiento de contactos solo para referencias y comunicaciones urgentes (suspensión de duplicación de contactos con otros guerrilleros). El grupo terminó sus actividades después de 1972, cuando José Anselmo dos Santos, cabo Anselmo, tomó la delantera. Sospechoso de ser un policía encubierto, Anselmo fue el único sobreviviente de una acción policial que mató a seis miembros del VAR-Palmares en Recife ese mismo año.
El 29 de abril de 1970 se anunció el bombardeo con helicópteros, por parte de militares en un área donde se refugiaban los remanentes del VPR, además de las continuas operaciones anti-insurgencia en la selva donde confiscaron todo el material encontrado en cuevas, chozas y otros tipos de refugios construidos por los guerrilleros. Después de estos continuos golpes la VPR optó por su autodisolución en 1971 tras la muerte de José Raimundo da Costa, el último comandante de la organización. Su localización había sido indicada por el Cabo Anselmo, un agente del DOPS infiltrado dentro del grupo, que derivó en el asesinato de Soledad Barrett, Pauline Reichstul, Eudaldo Gómez da Silva, Jarbas Pereira Márquez, José Manoel da Silva y Evaldo Luiz Ferreira.
Entre los miembros, se destacaron los siguientes: Carlos Lamarca y Dilma Rousseff.

## Atentados Releventantes
El 25 de enero de 1969, poco después del decreto AI-5, Carlos Lamarca decidió que cambiaría de bando y se uniría a la guerrilla contra el ejército, tomó un camión del cuartel de Quitaúna en Osasco, donde sirvió, y lo llenó. con las ametralladoras y municiones disponibles para su breve salida. Resultado: el desertor huyó del cuartel conduciendo un camión cargado de armas para la guerrilla, con más de 63 rifles y 10 ametralladoras y una innumerable cantidad de municiones y explosivos. El 9 de mayo de 1969, el grupo protagonizó una de sus primeras acciones de alto impacto fueron los asaltos a los bancos Mercantil de Sao Paolo y el Itau, dejando como saldo un guardia bancario muerto, por dos disparos a la cabeza. Ambos robos tuvieron éxito y el VPR pudo recaudar fondos para mantener el ala armada.
Miembros de la VPR, constantemente hacían un trabajo de divulgación y de concienciación de la población, con el fin de intentar mostrar los males que le causaba la dictadura militar (1964-1985) al país. El grupo también dio una entrevista al periódico La Marca, durante el mes de junio de 1970. La traducción del portugués al español corrió a cargo de Bebel Palmeiro (Ediciones Estrategia), habla de sus experiencias guerrilleras, y de la participaron militantes de otras organizaciones, donde había diferencias entre otras corrientes ideológicas y como limaban estas asperezas. El 11 de marzo de 1970 fue secuestrado el cónsul general japonés en Sao Paulo, Nobico Okushi. El cónsul fue perseguido y abducido por tres vehículos y fue secuestrado solo por un día, fue dejado en libertad a cambio de que cinco prisioneros políticos fuesen liberados, esto según una nota dejada en el lugar del secuestro. El 5 de abril en Porto Alegre Curtis C. Cutter fue herido después de un intento de secuestro. Según la policía, el Sr. Cutter, su esposa, Catherine, y un amigo, Hovey Clark, conducían a casa después de la cena cuando un pequeño automóvil azul pasó de repente frente al automóvil de Cutter y obligó al cónsul a detenerse. Los testigos dijeron que cuatro o cinco hombres armados con subfusiles y con gafas oscuras y sombreros bajados saltaron del pequeño automóvil. El Sr. Cutter pisó el acelerador y paso cerca de los hombres armados, haciendo rebotar a uno de ellos en el capó. El coche del cónsul luego atropelló al pistolero, procediendo este a disparar una rafaga, hiriendo levemente a Cutter. Meses después el 11 de junio fue secuestrado Ehrenfried Von Holloben, embajador del la Alemania Federal en Brasil. El secuestro ocurrió en frente a la residencia del embajador en Santa Teresa. Dos policías que formaban parte del guardaespaldas del embajador y que se encontraban en un vehículo de escolta fueron baleados y uno de ellos murió. Fue liberado el 16 de junio y esta se produjo después de que el grupo llamó por radio y dispuso que se liberara a 41 guerrilleros y se fueran a Argel. Los secuestradores justificaron el secuestro diciendo que empresas alemanas también estaban involucradas en la "explotación de Brasil".
El 7 de diciembre de 1970 es secuestrado Giovanni Enrico Bucher, embajador de Suiza en Brasil, fue secuestrado en la Rua Conde de Baependi, en el barrio Flamengo, al sur de Río de Janeiro, desde donde fue trasladado a una casa ocupada por los secuestradores, en la Rua Taracatu, en el suburbio carioca de Rocha Miranda. Durante el operativo, Hélio Carvalho de Araújo, uno de los agentes federales que se desempeñaba en la seguridad del embajador y se encontraba dentro del Buick azul de la embajada, fue asesinado a tiros por guerrilleros. A cambio de la vida del embajador suizo, el VPR exigió que el gobierno libere a 70 presos políticos. Como anexo, exigieron una congelación general de precios durante noventa días y el lanzamiento de ruletas en las estaciones de tren de Río de Janeiro. En ese momento, era el precio más alto cobrado por la liberación de un diplomático secuestrado. Bucher fue víctima del secuestro político más largo jamás ocurrido en Brasil. El gobierno militar, que había cedido rápidamente a las demandas de los secuestradores en casos anteriores, esta vez decidió endurecerse y se negó a liberar a trece de los setenta presos incluidos en la lista enviada por la VPR. El estancamiento, que duró semanas, llevó a la decisión de eliminar a Bucher, tomada por la mayoría de los secuestradores y por las bases de VPR en la clandestinidad. No solo fue asesinado por la intervención de Lamarca, quien, como líder, asumió la responsabilidad de aceptar las contrapropuestas del gobierno, salvándole la vida. Después de otro mes en manos de la guerrilla, su sentido del humor, bondadoso y estilo ,le habían hecho tener una buena relación personal con los guerrilleros. Bucher incluso se convirtió en un gran compañero de Carlos Lamarca en el juego del biriba. Después de todo, el embajador fue liberado en la mañana del 16 de enero de 1971, cerca de la Igreja da Penha, en la zona norte de Río de Janeiro, tres días después de la salida de los 70 prisioneros liberados, y los 13 negados reemplazados por otros, fueron exiliados a Chile. Fue el ultimo gran secuestro durante la dictadura militar, donde las fuerzas de seguridad aplastarian cualquier sublebación.
Después de esta seguidilla de ataques varios militantes fueron capturados y sometidos a torturas o ejecuciones extrajudiciales por parte de las fuerzas de seguridad brasileñas. Algunos de estos militantes huyeron a otros países como Argentina, Chile y México, siendo mayormente conocida una veintena de presos politicos fueron recibidos bajo el gobierno de Gustavo Díaz Ordaz entre septiembre de 1969 a marzo de 1970 El 22 de octubre de 1976 ocurre un atentado contra un negocio perteneciente a un exgeneral del ejército, sin dejar heridos, las autoridades sospecharon de los reductos del VPR, pero ningún grupo clamó responsabilidad del ataque.
El grupo reporta que el área de entrenamiento de guerrillas VPR ubicada en Vale do Ribeira, al sur del Estado de São Paulo fue atacada por las fuerzas armadas a partir del 21 de abril, mientras que los agentes Dops y Oban han estado en Jacupiranga desde el día 19, dividiéndose en dos grupos para evacuación de la zona; Uno de los grupos siguió los movimientos de las tropas del ejército desde las 14:45 hrs del 21 hasta el 17 del 22, cuando comenzó la marcha hacia el valle de Ribeira.